# Tom Soehn
Tom Soehn (n. Chicago, Illinois, Estados Unidos, el 15 de abril de 1966) es un ex futbolista y entrenador estadounidense. Su equipo actual es el Birmingham Legion de la USL Championship norteamericana, donde es el primer entrenador.

## Trayectoria

### Como jugador

#### Inicios y fútbol universitario
Soehn comenzó a jugar a fútbol con los Chicago Kickers cuando tenía cuatro años. Fue a la secundaria Forest View. Entre 1984 y 1987 jugó para la Western Illinois University. En el 2003 fue inducido al Salón de la Fama de la universidad.

#### Fútbol de salón
Entre 1988 y 1992 jugó para los Wichita Wings de la Major Indoor Soccer League. Para la temporada 1992-1993 fichó por el Denver Thunder de la National Professional Soccer League (NSPL) antes volver a los Wings en 1993. Jugó para los Wings hasta 1996. En 1995 jugó la temporada de verano con los Las Vegas Dustdevils de la Continental Indoor Soccer League (CISL).

#### CSL
Soehn jugó una temporada para el Ottawa Intrepid de la Canadian Soccer League en 1989.

#### APSL
Además de jugar a fútbol de salón, Soehn jugó para los Colorado Foxes de la American Professional Soccer League (APSL) en 1992, 1993 y 1994. Los Foxes jugaron tres finales de campeonato consecutivas en esas temporadas. Ganaron el título en 1992 y 1993, pero perdieron contra el Montreal Impact en 1994.

#### MLS
Soehn jugó cuatro años en la MLS luego de ser elegido en la segunda ronda del draft inaugrual de 1996 por el Dallas Burn (hoy FC Dallas). Se perdió la primera temporada debido a una lesión, pero jugó con el Burn en 1997. En 1998 comenzó la temporada con el Burn, pero fue enviado al Chicago Fire después de catorce partidos. Se quedó en el Fire hasta su retiro en 2000. Con Chicago ganó la MLS Cup en 1998 y la US Open Cup en 1998 y 2000.

### Como entrenador
Luego de retirarse como jugador, se volvió entrenador asistente de Bob Bradley en el Fire y luego pasó al D.C. United para convertirse en el asistente principal de Piotr Nowak en 2003. Cuando fue asistente jefe del D.C. United ganó la Copa de la MLS en 2004 y el MLS Supporters' Shield en 2005. El 21 de diciembre de 2006 Soehn reemplazó a Nowak como el director técnico del United.
El 3 de noviembre de 2009 Soehn decidió no someter a consideración la renovación de su contrato, terminando así un periodo de tres años con el club que incluyeron la obtención del MLS Supporters' Shield en 2007, una U.S. Open Cup en 2008 y una final de esta última en 2009.
El 19 de enero de 2010, Soehn se convirtió en el director de Operaciones Futbolísticas del Vancouver Whitecaps FC. El 30 de mayo de 2011 se hizo cargo de la dirección técnica del club luego de que Teitur Thordason fuera despedido. Después de que la temporada 2011 concluyera, Soehn dejó el cargo de director técnico, entregándoselo a Martin Rennie, y volvió a su posición original como Director de Operaciones Futbolísticas.
El 10 de enero de 2014, Soehn fue nombrado nuevo entrenador asistente de Jay Heaps en el New England Revolution. Tras la salida de Heaps en septiembre de 2017, Soehn fue nombrado entrenador interino del club.
El 16 de agosto de 2018 fue nombrado nuevo entrenador del Birmingham Legion FC, para dirigir al club en su primera temporada en la USL Championship.

## Clubes

### Como jugador
| Club            | País           | Año       |
| --------------- | -------------- | --------- |
| Ottawa Intrepid | Canadá         | 1989      |
| Colorado Foxes  | Estados Unidos | 1992-1994 |
| Dallas Burn     | Estados Unidos | 1996-1998 |
| Chicago Fire    | Estados Unidos | 1998-2000 |

### Como entrenador
| Club                               | País           | Año       |
| ---------------------------------- | -------------- | --------- |
| Chicago Fire (Asistente)           | Estados Unidos | 2001-2003 |
| D. C. United (Asistente)           | Estados Unidos | 2003-2007 |
| D. C. United                       | Estados Unidos | 2007-2009 |
| Vancouver Whitecaps FC (Interino)  | Canadá         | 2011      |
| New England Revolution (Asistente) | Estados Unidos | 2014-2017 |
| New England Revolution (Interino)  | Estados Unidos | 2017      |
| Birmingham Legion                  | Estados Unidos | 2018-Act. |